# Копенгагенский замок
Копенгагенский замок (дат. Københavns Slot) — замок на Слотсхольмене в Копенгагене, Дания. Был построен в конце XIV века; снесён в 1731 году для строительства нового дворца Кристиансборг.

## История
В 1167 году епископ Абсалон основал крепость на островке Слотсхольмен в гавани Копенгагена. Крепость состояла из нескольких зданий с дворами, обнесённых палисадом. В течение нескольких лет после того, как Ганзейский союз снёс замок Абсалона в 1369 году, на руинах укрепления был построен новый оплот — Копенгагенский замок. В 1343 году король Вальдемар Аттердаг захватил замок Абсалона, но после его смерти в 1375 году право на собственность вернулось епархии Роскилле.
Замок имел куртину, был окружён глубоким рвом, а главные въездные ворона охранялись большой башней. Замок оставался в собственности епископа Роскилле, пока король Эрик Померанский не захватил его в 1417 году. В 1428 году во время войны между Кальмарской унией и Ганзейским союзом (1426—1435) Ганзейский союз бомбардировал замок с моря. Атака была отбита королевой Филиппой, которая возглавляла оборону замка.
С середины XV века замок служил главной резиденцией датского монарха и местом заседания правительства. Замок расширялся и перестраивался несколько раз. Король Кристиан IV добавил к главной башне шпиль, которая после этого приобрела название Голубая башня и служила тюрьмой. В 1720-х годах король Фредерик IV полностью перестроил замок, однако в результате он стал настолько тяжёлым, что стены начали трескаться и разрушаться. Поэтому его преемник король Кристиан VI сразу же после восшествия на престол в 1730 году решил, что необходимо построить новый замок. Снос огромного старого Копенгагенского замка начался в 1731 году, а на его месте был построен дворец Кристиансборг.